# Nati nel 2004/Maggio
| Questa pagina contiene informazioni ricavate automaticamente dalle voci biografiche con l'ausilio del template Bio e di un bot. L'aggiornamento è periodico e automatico e ricostruisce completamente la pagina. Se manca una persona in questa lista, sei pregato di non aggiungerla, ma accertati piuttosto che la sua voce biografica contenga il template Bio e che i dati anagrafici siano correttamente compilati. Se il template Bio manca, inseriscilo tu stesso o, in alternativa, metti l'avviso {{tmp\|Bio}} che ne segnala la mancanza. Se i dati riportati sono sbagliati, correggi direttamente la voce biografica; le modifiche saranno visibili in questa lista entro pochi giorni. Per chiarimenti vedi il progetto biografie. La lista contiene solo le 63 persone che sono citate nell'enciclopedia e per le quali è stato implementato correttamente il template Bio. Pagina aggiornata al 3 mar 2024. |

- 1º maggio - Charli D'Amelio, ballerina statunitense
- 1º maggio - Thibaud Gruel, ciclista su strada e ciclocrossista francese
- 2 maggio - Anastasia Pagonis, nuotatrice statunitense
- 2 maggio - Agustín Rodríguez, calciatore argentino
- 3 maggio - Barry Baltus, pilota motociclistico belga
- 3 maggio - Filippo Gallo, cestista italiano
- 3 maggio - Andrey Santos, calciatore brasiliano
- 3 maggio - Aleksandar Pavlović, calciatore tedesco
- 4 maggio - Sultan Adil Mohamed, calciatore emiratino
- 4 maggio - Dodo Dokou, calciatore beninese
- 4 maggio - Maximiliano González, calciatore argentino
- 4 maggio - Leni Klum, modella tedesca
- 4 maggio - Rithvik Raja, scacchista indiano
- 4 maggio - Kanon Tani, attrice giapponese
- 5 maggio - Haley Bugeja, calciatrice maltese
- 5 maggio - Kirsty Muir, sciatrice freestyle britannica
- 5 maggio - Samu Omorodion, calciatore spagnolo
- 5 maggio - Giulia Segatori, ginnasta italiana
- 5 maggio - Daniel Wolf, cestista statunitense
- 5 maggio - Noam Yaacov, cestista danese
- 6 maggio - Cauan Barros, calciatore brasiliano
- 6 maggio - Elizabeth Dekkers, nuotatrice australiana
- 6 maggio - Élysée Logbo, calciatore francese
- 6 maggio - Brodie Spencer, calciatore nordirlandese
- 6 maggio - Martin Vetkal, calciatore estone
- 7 maggio - Ashlyn Krueger, tennista statunitense
- 9 maggio - Maika Hamano, calciatrice giapponese
- 10 maggio - Bilal El Khannouss, calciatore marocchino
- 11 maggio - Dennis Gonzalez Boneu, nuotatore artistico spagnolo
- 11 maggio - Luca Van Assche, tennista francese
- 11 maggio - Victor Hugo, calciatore brasiliano
- 12 maggio - Álvaro Bastida, calciatore spagnolo
- 12 maggio - Tomasine De Brito, sciatrice alpina svedese
- 13 maggio - Pieter Coetze, nuotatore sudafricano
- 14 maggio - Ayoub Amraoui, calciatore francese
- 14 maggio - Kōta Tawaratsumida, calciatore giapponese
- 14 maggio - Klára Ulrichová, saltatrice con gli sci ceca
- 15 maggio - Mario Sauer, calciatore slovacco
- 15 maggio - Gabriel Slonina, calciatore statunitense
- 16 maggio - Alessia Macchi, nuotatrice artistica italiana
- 18 maggio - Victoria Olivier, sciatrice alpina austriaca
- 21 maggio - Thitipoom Marksin, tuffatore thailandese
- 21 maggio - João Moreira, calciatore portoghese
- 21 maggio - Jordan Stolz, pattinatore di velocità su ghiaccio statunitense
- 22 maggio - Summer H. Howell, attrice canadese
- 22 maggio - Bojan Kovačević, calciatore serbo
- 22 maggio - Peyton Elizabeth Lee, attrice statunitense
- 24 maggio - Yvandro Borges Sanches, calciatore lussemburghese
- 24 maggio - Youssef Chermiti, calciatore portoghese
- 25 maggio - Pedro Acosta, pilota motociclistico spagnolo
- 27 maggio - Kaïlé Auvray, calciatore statunitense
- 27 maggio - Alessandro Bovolenta, pallavolista italiano
- 27 maggio - Ihor Horbach, calciatore ucraino
- 27 maggio - Antoine Mendy, calciatore francese
- 27 maggio - Sara Thaler, sciatrice alpina italiana
- 27 maggio - You Young, pattinatrice artistica su ghiaccio sudcoreana
- 28 maggio - Adama Bojang, calciatore gambiano
- 28 maggio - Zhang Jiaqi, tuffatrice cinese
- 30 maggio - Miro Little, cestista finlandese
- 31 maggio - Brajan Gruda, calciatore tedesco
- 31 maggio - Hakan Şükrü Kurnaz, sollevatore turco
- 31 maggio - Rayan Rupert, cestista francese
- 31 maggio - Alberto Surra, pilota motociclistico italiano